# 2014 في صربيا
فيما يلي قوائم الأحداث التي وقعت خلال عام 2014 في صربيا.

## أحداث
- 13 مايو – فيضانات جنوب شرق أوروبا 2014

## سياسة

### تعيين في المنصب
- 27 أبريل – ألكسندر فوتشيتش رئيس وزراء صربيا.
- 27 أبريل – ايفيتسا داتفتشك وزير الخارجية [الإنجليزية]‏.

### انتهاء فترة المنصب
- 27 أبريل – ألكسندر فوتشيتش نائب رئيس وزراء صربيا [الإنجليزية]‏.
- 27 أبريل – ايفيتسا داتفتشك رئيس وزراء صربيا، وزير الشؤون الداخلية [الإنجليزية]‏.

## وفيات

### أبريل
- 27 أبريل – فويادين بوشكوف (مواليد 1931) لاعب كرة قدم صربي.

### يونيو
- 2 يونيو – إيفيكا بريزيتش (مواليد 1941) لاعب كرة قدم صربي.

### أغسطس
- 16 أغسطس – دراغوليوب تشيريتش (مواليد 1935)
- 17 أغسطس – ميودراغ بافلوفيتش (مواليد 1928) كاتب صربي.

### سبتمبر
- 13 سبتمبر – ميلان غاليتش (مواليد 1938) لاعب كرة قدم صربي.

### ديسمبر
- 2 ديسمبر – أكو بيتروفيتش (مواليد 1959)
- 9 ديسمبر – بلاغوي باونوفيتش (مواليد 1947)